# Енрике (футболист)
Вижте пояснителната страница за други личности с името Енрике.
Енрике, пълно име Леонардо Енрике Пейшото дош Сантош (на португалски: Leonardo Henrique Peixoto dos Santos, изговаря се най-близко до Лиунарду Енрики Пейшоту душ Сантуш) е бразилски футболист, бивш състезател на Литекс. В Ловеч пристига през 2001 г. от бразилския гранд Вашку да Гама и се утвърждава като основен футболист в центъра на халфовата линия. След два сезона с екипа на „оранжевите“ при една домакинска загуба от състава на Черно море (Варна), Енрике е нарочен за главен виновник и е освободен от отбора. Завръща се в Бразилия и облича отново екипа на любимия Вашку да Гама. Защитава още цветовете на редица грандове като бразилските Атлетико Минейро и Флуминензе, както и на уругвайския Пенярол. В 2008 г. Енрике подписва договор с Гояш.

## Успехи
- Кампеонато Кариока (Шампионат на щата Рио де Жанейро) с Вашку да Гама 1997
- Шампионат на Бразилия с Вашку да Гама 1997, 2000
- Копа Либертадорес с Вашку да Гама 1998
- Турнир Рио-Сао Пауло с Вашку да Гама 1999
- Копа Мерсокур с Вашку да Гама 2000